# Estação Ferroviária de Contenças

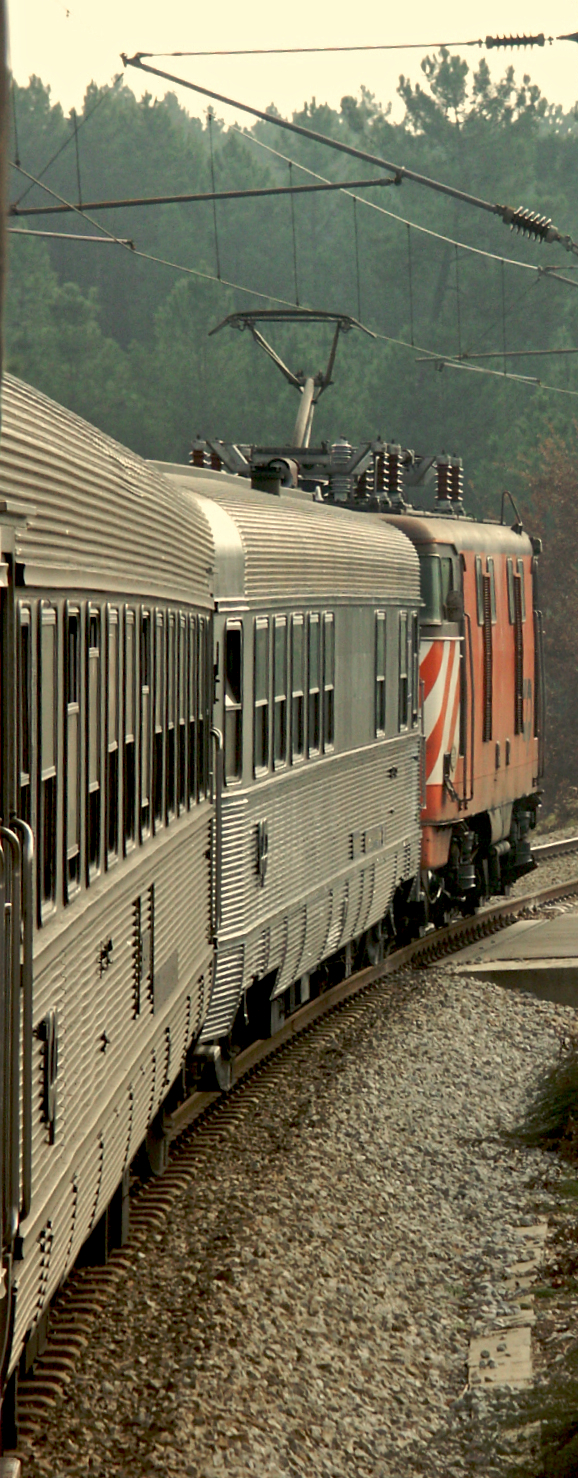
Vista de comboio especial de passageiros (APAC) circulando perto de Contenças, em 2007.

A Estação Ferroviária de Contenças, igualmente conhecida como Contenças - Vila Nova de Tazem, é uma interface da Linha da Beira Alta, que serve a freguesia de Santiago de Cassurrães, no Distrito de Viseu, em Portugal.

## Caracterização

### Localização e acessos
Situa-se junto ao Largo da Estação, na localidade de Contenças Gare.

### Descrição física
Em Janeiro de 2011, apresentava duas vias de circulação, ambas com 431 m de comprimento, enquanto que as plataformas tinham 257 e 225 m de extensão, e 45 e 50 cm de altura. O edifício de passageiros situa-se do lado norte da via (lado esquerdo do sentido ascendente, a Vilar Formoso).

## História

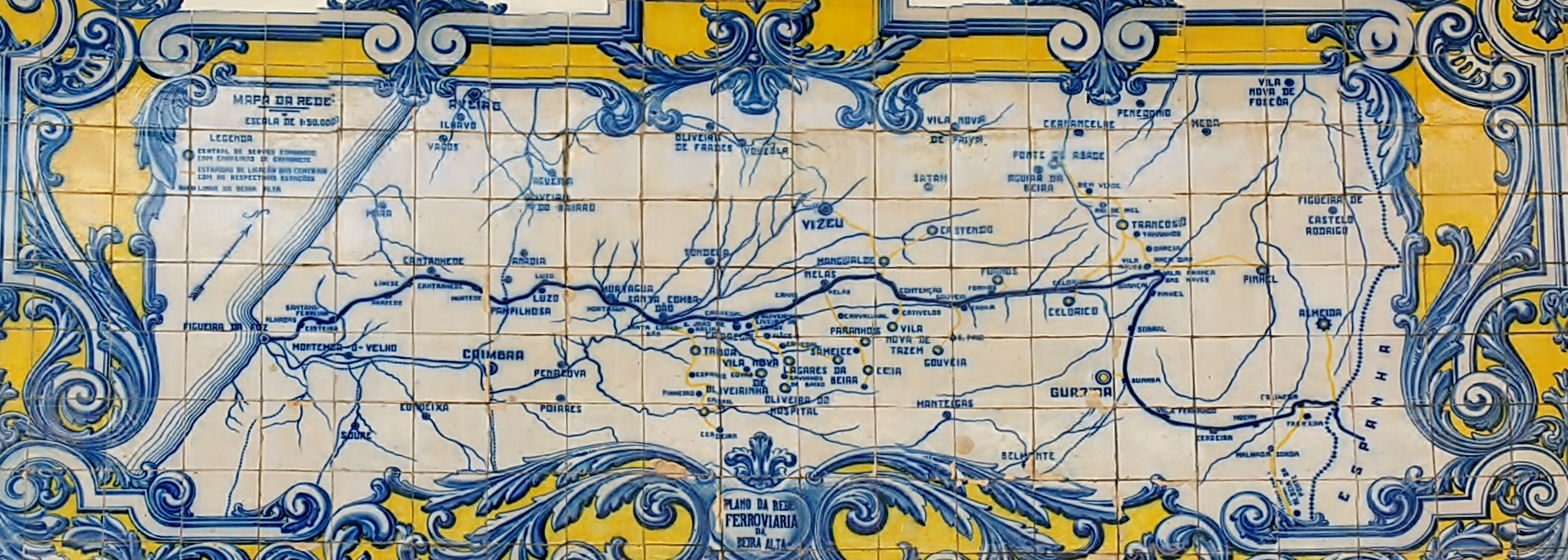
Mapa da Linha da Beira Alta, incluindo a estação de Contenças.

### Inauguração
A Linha da Beira Alta abriu à exploração, de forma provisória, em 1 de Julho de 1882, tendo sido definitivamente inaugurada pela Companhia dos Caminhos de Ferro Portugueses da Beira Alta em 3 de Agosto do mesmo ano. Contenças não constava entre as estações e apeadeiros existentes na linha à data de inauguração, porém, tendo este interface sido criado posteriormente.

### Século XX
No dia 15 de Maio de 1934, a Companhia da Beira Alta instalou um despacho central de camionagem na localidade de Vila Nova de Tazem, realizando serviços de passageiros, bagagens e mercadorias com esta interface. Nesse ano, foi concluída a construção de um muro de suporte, na estrada de acesso ao cais, e foram instaladas novas cancelas no acesso ao cais. No ano seguinte, o Conselho Superior de Caminhos de Ferro autorizou que esta interface subisse de categoria, de apeadeiro para estação.

### Século XXI
Em 19 de Agosto de 2009, a Linha da Beira Alta foi interrompida entre Contenças e Gouveia, devido a um incêndio em Contenças de Baixo. A circulação foi reposta cerca de 7 horas depois.